# Mesembrius
Mesembrius is een vliegengeslacht uit de familie van de zweefvliegen (Syrphidae).

## Soorten
- M. peregrinus (Loew, 1846)